# Joanna Kochan
Joanna Elżbieta Kochan – polska zootechnik, doktor habilitowany nauk weterynaryjnych, profesor na Uniwersytecie Rolniczym im. Hugona Kołłątaja w Krakowie, specjalistka od biologii rozrodu zwierząt.

## Kariera naukowa
W 2004 roku na Uniwersytecie Rolniczym im. Hugona Kołłątaja w Krakowie uzyskała tytuł magistra inżyniera. W 2009 roku na tej samej uczelni uzyskała stopień doktora nauk rolniczych w zakresie zootechniki na podstawie rozprawy pt. Badanie in vitro zdolności rozwojowych oocytów klaczy po aktywacji partenogenetycznej i mikroiniekcji plemnika, której promotorem był Marian Tischner. W 2010 roku została zatrudniona na tejże uczelni. W 2023 roku uzyskała na Uniwersytecie Przyrodniczym we Wrocławiu stopień doktora habilitowanego nauk weterynaryjnych na podstawie pracy pt. Analiza czynników wpływających na efektywność hodowli in vitro zarodków kota domowego (Felis catus).